# شعار فنزويلا
وُفق على شعار فنزويلا الحالي بشكل أساسي من قبل الكونغرس في 18 أبريل 1836، وخضع لتعديلات صغيرة عبر التاريخ حتى وصل إلى الإصدار الحالي.
ُوضع شعار النبالة في قانون العلم الوطني والدرع والنشيد الوطني، الذي أقره الحاكم العسكري لفنزويلا ماركوس بيريز خيمينيز في 17 فبراير 1954. يمثل القمح، في الحقل الأحمر، اتحاد ولايات الجمهورية العشرين في ذلك الوقت وثروة الأمة. في الحقل الأصفر علمان وطنيان مربوطان وثلاثة رماح، ترمز للانتصار في الحرب. في الحقل الأزرق الغامق، حصان أبيض بري يركض (يمثل حصان سيمون بوليفار الأبيض) يرمز إلى الاستقلال والحرية.